# Antonio Castillo de Lucas
Antonio Castillo de Lucas (Madri, 4 de dezembro de 1898 - 23 de novembro de 1972) foi médico, paremiologista, folclorista e etnólogo. Discípulo de Francisco Rodríguez Marín e Gregorio Marañon, a sua bibliografia é constituída por mais de mil publicações sobre provérbios, folclore médico e tradições populares, com artigos na imprensa e em revistas especializadas e mais de 20 livros, que ainda hoje são uma referência na paremiologia médica.. 
Na sua bibliografia, mais de 140 referências são publicadas em Portugal e 11 no Brasil. Amigo de Fernando de Castro Pires de Lima, publicou na Revista de Etnografia, nos Trabalhos de Antropologia e Etnologia, em revistas médicas como O Medico, Jornal do Medico, Acçao Médica e em jornais como Diario do Norte e O Primeiro de Janeiro, entre outros, em Portugal e em revistas como Boletim Trimestral da Commissao Catarinense de Folclore e Revista Folklore de Vitoria no Brasil. 

## Biografia

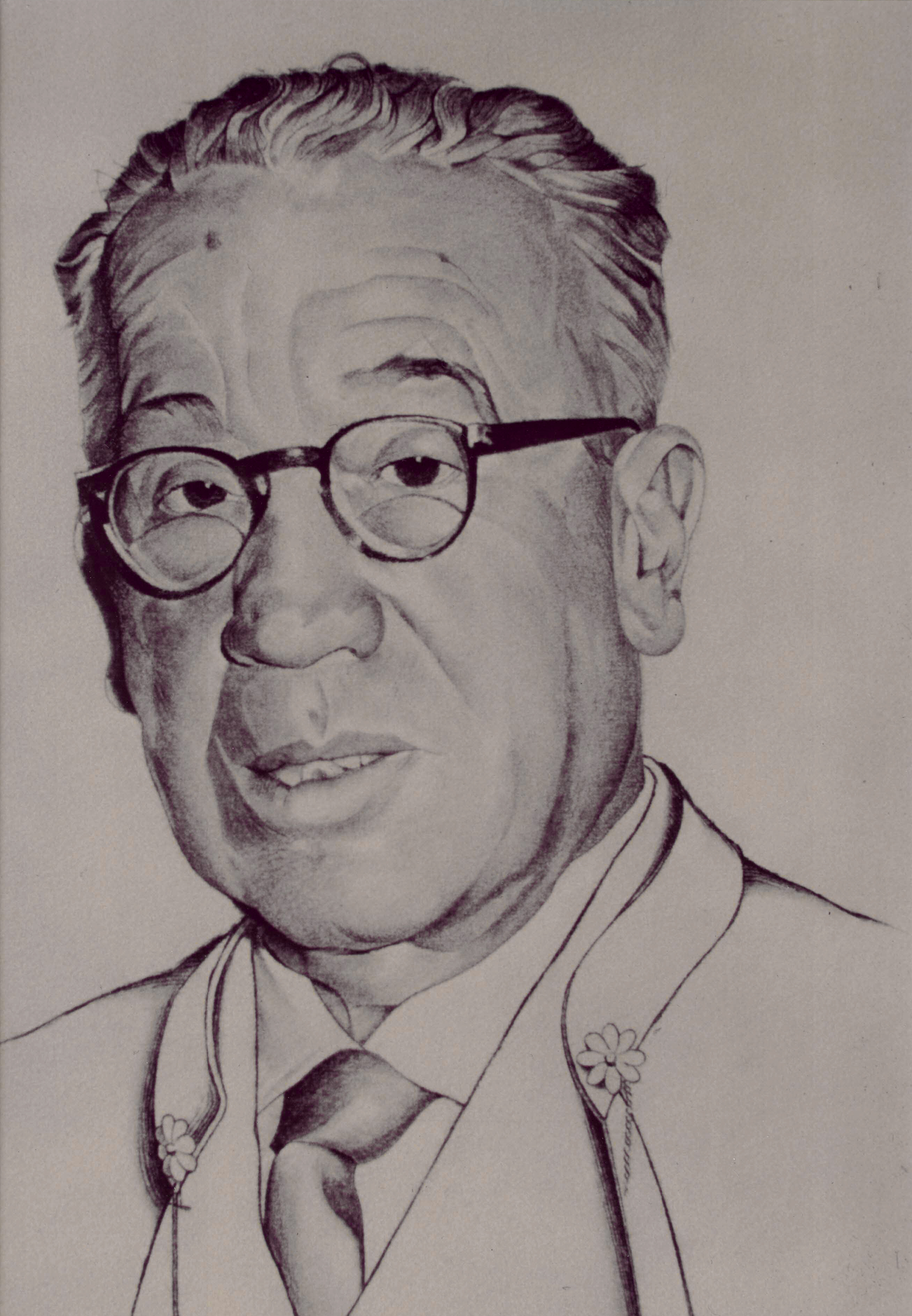
Dr. Antonio Castillo de Lucas

Filho de Antonio Castillo Zurita e de Primitiva de Lucas Simón, naturais de Montarrón em Guadalajara, que se tinham instalado em Madri onde seu pai tinha conseguido um posto de auxiliar no Banco de Espanha. Foi um estudante brilhante e esteve dois anos no Colégio de Seises de Alcalá de Henares. Em 1910, quando tinha 11 anos, seu pai morreu ao sofrer um acidente de trabalho na sede do Banco na rua de Alcalá. Com poucos recursos, cursó o bachillerato no Instituto de San Isidro de Madri graças à bolsa de estudos que lhe concedeu o próprio Banco de Espanha e que, posteriormente e devido a suas notas excepcionais, estendeu para cobrir os estudos universitários. 
Estudou Medicina, que começou em 1915 na Universidade Central de Madri. Como estudante, obteve praça de Aluno Interno no Hospital Clínico e no Hospital Provincial. Finalizou a carreira em 1921, obtendo o Prêmio Abaytua 1923 da Real Academia Nacional de Medicina ao melhor expediente académico. Em 1925 se doctoró com uma tese de endocrinología baixo a direcção de Gregorio Marañón e obteve praça de médico de guarda no Hospital Provincial. Em 1928, casou-se com Marcelina Ojugas Fernández, nascida em Santa Eulalia, no vale de Polaciones em Cantabria, com a que teve três filhos. Em 1931 fundou o serviço médico do Banco de Espanha e foi nomeado médico da sede de Madri. Depois da Guerra Civil, incorporou-se como professor anexo à Cátedra de Hidrología e Climatología Médica na Universidade de Madri e seguiu exercendo como médico do Banco de Espanha, em diferentes instituições e em sua consulta particular até sua aposentação em 1969.
Muito jovem teve como paciente ao folclorista e paremiólogo Francisco Rodríguez Marín, com quem entabló uma grande amizade e que lencorajou-o a dedicar-se ao estudo de provérbios relacionados com a medicina. A paremiología transformou-se numa de suas grandes paixões que cultivou ao longo de toda sua vida, publicando em 1936 seu primeiro livro recopilatorio Refranes de Medicina ou relacionados com ela pelo povo, no que recopilou e analisou 1550 ditos populares. Este corpus foi ampliado até mais de 3200 entradas em 1944 com a publicação do Refranero Médico e posteriormente chegou a atingir os 5000 refranes que constituíam a base para suas publicações.Publicou numerosos "Refranerillos", Adagiarios, uns repertórios especializados para o estudo e a divulgação dos refranes e os ditos, alguns em livros como o Refranerillo da alimentação em 1940, publicado en Portugal come ou Adagiario da Alimentaçao em 1948, o Folklore oftalmológico em 1944, e outros em inumeráveis artigos que publicou durante toda sua vida em revistas, jornais ou boletins. Seus estudos converteram-se em textos de referência da paremiología espanhola e atingiram reconhecimento a nível internacional. Desde um ponto de vista teórico, um dos legados mais importante de sua obra é um enfoque que situa a paremiología no âmbito da antropologia cultural, bem como sua consideração como ciência. Além da paremiología, também se dedicou à Etnografía e o Folklore, sempre desde uma óptica relacionada com a medicina. 
Escreveu sobre as tradições populares e religiosas, publicando em 1943 seu livro Folklore médico-religioso. Hagiografías paramédicas onde recopilou seus escritos sobre os costumes médicos e as crenças relacionadas com os santos. Em 1958 publicou na editorial Dossat, Folkmedicina, seu livro mais extenso e ambicioso, no que se percebe uma variação metodológica ao oferecer uma justificativa e uma classificação metódicas de seus conteúdos. A obra obteve o prestigioso Prêmio Pitré. Como assinala Pedro Laín Entralgo, em 1958, no prólogo a Folkmedicina: "Daqui por diante ninguém poderá dizer que conhece suficientemente esta antiga, subyugante e complexa coisa que chamamos Espanha, sem ter lido com atenção o tratado de Castillo de Lucas". Estudou as tradições populares espanholas, e também portuguesas, e em 1969 se publicou o Retablo de tradições populares, recopilación de alguns de seus artigos mais assinalados. Em 1970, a Diputación Provincial de Guadalajara publicou seu livro Histórias e tradições de Guadalajara e sua província, no que analisa as tradições da província de seus avôs, originarios do povo de Montarrón. Ao longo de sua carreira, publicou numerosos artigos e contribuições em países como Portugal, onde teve uma actividade importante, bem como em Itália, Argentina, Brasil, México ou Venezuela.
Sua especialização inicial em endocrinología e sua posterior dedicação ao ensino da hidrología, fizeram dele um grande especialista das águas termales e balnearios e seus tratamentos, sobre os que escreveu numerosas publicações tanto desde a perspectiva médica como folklórica e das tradições populares.
Por outro lado, foi um grande amante e conhecedor das tradições madrilenas: publicou artigos sobre tradições e costumes de Madri, foi membro do Instituto de Estudos Madrilenos e participou activamente na Hermandad de San Cosme e San Damián, e a Cofradía de San Isidro, além de ser um dos membros fundadores da madrilena Associação de Amigos da Capa de Madri. Assim mesmo dedicou estudos aos exlibris, os Gozos e  as Aleluyas.

## Obras
A bibliografia exhaustiva do Antonio Castillo de Lucas está recolhida em "A obra do insigne polígrafo Dr. Castillo de Lucas" de Juan Castillo Ojugas. Nela se consideram mais de 1000 publicações, entre as quais cabe reseñar os livros que se indicam a seguir:
-     Refranes de medicina o relacionados con ella por el pueblo, Madri: Imprenta Yagües, 1936..
-     Refranerillo de la alimentación. Divulgación de higiene de la misma a través de los refranes y dichos populares, Madri: Gráficas Reunidas, 1940.
-     Geografía Médica de El Álamo (Madrid). Premio García Roel de la Real Academia de Medicina en el año 1940, Madri: Imprenta Cosano, 1942.
-     Folklore médico-religioso. Hagiografías paramédicas (Prólogo de César Antonio de Arruche).  Col. Azor, Morata: Editorial Avis Aurea, 1943.
-     Refranero médico. Refranes de aplicación médica seleccionados de clásicos autores de obras de paremiología.Madri: Inst. Antonio de Nebrija, CSIC, 1944.
-     Folklore oftalmológico.  Masnou (Barcelona): Laboratorios del Norte de España, 1944, vol. 14.
-     Adagiario dá Alimentaçao (Prefacio de Fernando de Castro Pires de Lima, Tradução de Maria Vitória G. S. Ferreira). Livro (173 páginas), Porto: Porto Editora, 1948.
-     "Vida y obra del Dr. Juan Sorapán de Rieros, estudio preliminar acerca del autor y su obra" en el libro SORAPÁN DE RIEROS, Juan (Dr.), Medicina española contenida en proverbios vulgares de nuestra lengua, Biblioteca Clásica de Medicina Española (núm. 16), Madri: Instituto de España, Real Academia Nacional de Medicina. Editorial Cosano, 1949, pp. 9-71.
-     Folkmedicina. (Prólogo do Professor Pedro Laín Entralgo), Madri: Editorial Dossat, 1958. (Prêmio de Folklore Giuseppe Pitrè 1960, Itália).
-     Cursillo de Hidroclimatología Médica (Prólogo de Tomás Cerviá). Santa Cruz de Tenerife: Instituto de Fisiología e Patologia Regional, 1962.
-     Glosa refraneada de la vida y la obra de Marañón (Prólogo de Tomás Cerviá). Santa Cruz de Tenerife: Instituto de Fisiología y Patología Regional, 1962.
-     Nociones de higiene de la alimentación. Madri: Editorial Oriens, 1964.
-     Retablo de tradiciones populares españolas, Madri: Imprenta Cosano, 1968.
-     Historias y Tradiciones de Guadalajara y su provincia. (Prólogo del Dr. Francisco Cortijo Ayuso). Guadalajara:Diputación Provincial de Guadalajara, 1970. 
-     Refranes de medicina (Prólogo del Dr. Antonio Castillo Ojugas). Edición revisada y actualizada de Refranero Médico. Refranes de aplicación médica seleccionados de clásicos autores de obras de paremiología, 1944. Ourense: Editorial Esse, 1987. ISBN: 84-86696003.

## Referencias
1. ↑  Fernández García, J. y Castillo Ojugas, A. (Ed.) (1998). La medicina... (em espanhol). [S.l.: s.n.] pp. 33–110